# Odontosyllis liniata
Odontosyllis liniata är en ringmaskart som beskrevs av Hartmann-Schröder 1962. Odontosyllis liniata ingår i släktet Odontosyllis och familjen Syllidae. Inga underarter finns listade i Catalogue of Life.